# Ringsteds amt
Ringsteds amt (danska: Ringsted Amt) var ett amt i östra Danmark. Amtet omfattade Ringsteds härad på den mellersta delen av ön Själland. Residensstaden Ringsted var amtets enda stad.

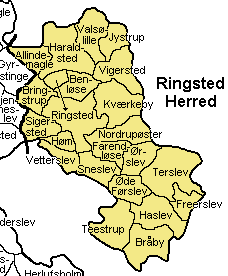
Karta över Ringsteds härad, som mellan 1662 och 1748 utgjorde Ringsteds amt.

## Administrativ historik
Ringsteds amt bildades när Danmarks län ersattes av amt 1662 och ersatte då det dåvarande slottslänet Ringsteds län.
Amtet upphörde 1748, då det gick upp i Sorø amt, som sedan i sin tur till större delen blev en del av Vestsjællands amt i samband med kommunreformen 1970. Sedan kommunreformen 2007 tillhör området Region Själland.